# Felix Marquart

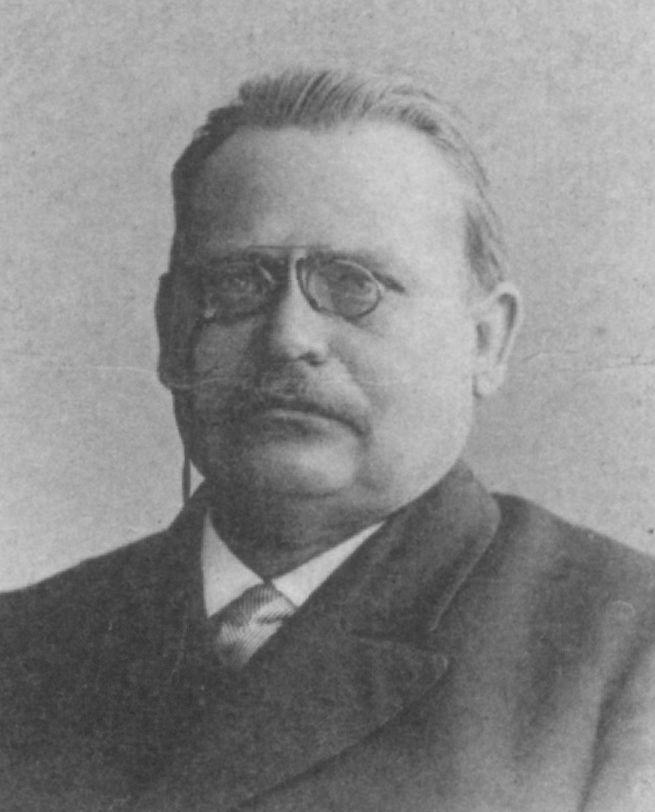
Felix Marquart als Reichstagsabgeordneter 1912

Richard Anton Felix Marquart (* 14. Oktober 1858 in Leipzig; † 19. Juli 1920 ebenda) war ein deutscher Verbandssekretär und Mitglied des Deutschen Reichstags.

## Leben
Felix Marquart besuchte die Volksschule in Leipzig-Reudnitz, das Nikolai-Gymnasium zu Leipzig und die Universität Leipzig. Er widmete sich nach dem Besuch der Universität der deutschen Privatangestelltenbewegung, insbesondere der deutschen Handlungsgehilfenbewegung und leitete die sozialpolitische Abteilung des Verbandes Deutscher Handlungsgehilfen. Ferner war er Mitglied des Schöffengerichts, Redakteur der Verbandsblätter des Verbandes Deutscher Handlungsgehilfen und der kaufmännischen Blätter (Jugendzeitung). Er veröffentlichte zahlreiche sozialpolitische und volkswirtschaftliche Aufsätze.
Von 1912 bis 1918 war er Mitglied des Deutschen Reichstags für den Reichstagswahlkreis Großherzogtum Sachsen-Weimar-Eisenach 2 (Eisenach, Dermbach) und die Nationalliberale Partei.